# JKP GRAS Sarajevo
JKP GRAS Sarajevo — муніципальна транспортна компанія, що працює у боснійській столиці Сараєво. Їй належать трамвайні мережі міста, його тролейбусний парк і кілька автобусних ліній.